# Cantón Zaruma
El cantón Zaruma es una entidad territorial subnacional ecuatoriana, cuya cabecera cantonal es la ciudad de Zaruma, es un cantón ubicado en la provincia de El Oro, en el sureste de la República del Ecuador. De acuerdo al censo de población del año 2010 el cantón posee 24.097 habitantes. El cantón Zaruma fue creado el 25 de junio de 1824 mediante la Ley de División Territorial de la Gran Colombia, y perteneció hasta 1882 a la provincia de Loja.

## Geografía
El cantón limita: Al oeste con los Cantones Piñas, Atahualpa, Chilla y Pasaje; al norte con la provincia del Azuay; al este con la Provincia de Loja; y al sur con los cantones Portovelo y Piñas.

## Población
El cantón Zaruma cuenta con una población de 9.631 habitantes en su área urbana y 13.787 habitantes en el sector rural (censo 2010). Tiene una superficie de 643,5km², en una altitud que fluctúa entre los 800 y los 3500 m s. n. m. (metros sobre el nivel del mar).

## División territorial
Administrativamente, el Cantón Zaruma se divide en 10 parroquias, una urbana y nueve rurales:

### Parroquia urbana
- Zaruma (cabecera cantonal)

### Parroquias rurales
- Arcapamba
- Abañín
- Guanazán
- Güizhagüiña
- Huertas
- Malvas
- Muluncay
- Salvias
- Sinsao

## Turismo

### Principales atractivos turísticos
- Mina turística El Sexmo
- Museo minero - Curipoma
- Museo municipal de arte e historia (Dr. Gonzalo Rodríguez)
- Iglesia Matriz Santuario de la Virgen del Carmen}
- Mirador Cerro El Calvario
- Monumento al Chaso Jara - Calle Reinaldo Espinoza
- Monumento al minero - Calle Sucre
- Monumento al cafetalero - Calle Martin Samaniego
- Socavón - Calle Colon

### Hoteles
- Hotel Zaruma Colonial
- Hostal Cerro de Oro